# Одна восьмая
Одна восьмая — международный фестиваль молодых композиторов, проводимый в Ростове-на-Дону с 2012 года на базе Ростовской государственной консерватории имени С. В. Рахманинова.

## История
Фестиваль «Одна восьмая» впервые был проведён в 2012 году по инициативе ростовских композиторов Алексея Хевелева и Вячеслава Ноздрачёва. В первом фестивале принимали участие молодые авторы из восьми крупнейших музыкальных центров России: Москва, Санкт-Петербург, Саратов, Новосибирск, Нижний Новгород, Казань, Екатеринбург и Ростов-на-Дону.
Фестиваль проводится на базе Ростовской государственной консерватории имени С. В. Рахманинова один раз в два года. Сочинения участников фестиваля впервые были изданы в 2014 году издательством «Композитор» в нотных сборниках «Фестиваль современной музыки „Одна восьмая“».
В 2017 году фестиваль вышел на международный уровень, его поддержала одна из программ Европейского Союза и в нём приняли участие студенты Шотландской Королевской академии музыкального и драматического искусства.
В 2021 году очередной фестиваль «Одна восьмая» в связи с пандемией был проведён без зрителей. В ноябре 2023 года в Ростовской консерватории состоялся VII Международный фестиваль молодых композиторов «Одна восьмая».